# Coleophora cistorum
Coleophora cistorum é uma espécie de mariposa do gênero Coleophora pertencente à família Coleophoridae.